# Me at the zoo
Me at the zoo (englisch für Ich im Zoo) wurde am 23. April 2005 als erstes heute noch öffentlich einsehbares Video auf der Videoplattform YouTube hochgeladen. Bereits im Vorfeld waren zu Testzwecken Videos auf der Videoplattform veröffentlicht worden, diese waren jedoch nie für die Öffentlichkeit abrufbar. In dem 19-sekündigen Video ist einer der Gründer YouTubes, Jawed Karim, vor einem Elefantengehege im San Diego Zoo zu sehen, während er sagt:

“Alright, so here we are in front of the, uh, elephants, and the cool thing about these guys is that, is that they have really, really, really long, um, trunks, and that's, that's cool. And that's pretty much all there is to say.”

„Also hier sind wir vor den Elefanten. Das Coole an diesen Burschen ist, dass sie wirklich, wirklich, wirklich lange Rüssel haben, und das ist … das ist cool. Und das ist so ziemlich alles, was man dazu sagen kann“

Das Video wurde inzwischen (Stand: Juni 2025) über 360 Millionen Mal aufgerufen und erhielt 17 Millionen „Gefällt mir“-Markierungen.